# العزيزية (سمنود)
العزيزية إحدى قرى مركز سمنود التابع لمحافظة الغربية بجمهورية مصر العربية.

## التاريخ
قرية العزيزية من القرى القديمة تنسب إلى العزيز بالله نزار ابن المعز لدين الله، حيث وردت باسم «العزيزية» في أعمال السمنودية ضمن قرى الروك الصلاحي التي أحصاها ابن مماتي في كتاب قوانين الدواوين،  كما وردت باسم «العزيزية» في أعمال الغربية ضمن قرى الروك الناصري التي أحصاها ابن الجيعان في كتاب «التحفة السنية بأسماء البلاد المصرية».
وردت باسم «العزيزية» في التربيع العثماني الذي أجراه الوالي العثماني سليمان باشا الخادم في عصر السلطان العثماني سليمان القانوني ضمن قرى ولاية الغربية، وفي تاريخ 1228هـ/1813م الذي عدّ قرى مصر بعد المسح الذي قام به محمد علي باشا باسم «العجيزية» ثم ذكرت باسم العزيزية في مكلفة سنة 1259 هـ. كانت القرية تتبع لمركز زفتى فلما أنشئ مركز سمنود سنة 1935 ألحقت به.

## السكان
بلغ عدد سكان العزيزية 4,551 نسمة حسب تقدير عام 2018.
| السنة  | 1882 | 1897 | 1927 | 1907 | 1947 | 1960 | 1976 | 1986 | 1996 | 2006  | 2018 |
| ------ | ---- | ---- | ---- | ---- | ---- | ---- | ---- | ---- | ---- | ----- | ---- |
| القرية | 1363 | 1595 | 1247 | 1050 | 1519 | 2055 | 2829 | 4106 | 3880 | 4,551 | 5585 |